# Köln 50667
Köln 50667 ist eine deutsche Reality-Daily-Soap des Fernsehsenders RTL II.
Sie wurde vom 7. Januar 2013 bis 13. Juni 2024 üblicherweise täglich Montag bis Freitag im Vorabendprogramm ausgestrahlt und vom Kölner Produktionsunternehmen filmpool produziert. Zunächst wurden 120 Episoden für die erste Staffel in Auftrag gegeben, aufgrund der Einschaltquoten wurde die Serie allerdings bis auf unbestimmte Zeit weiter produziert. Am 22. November 2023 gab RTL 2 die Einstellung der Produktion bekannt.
Im Mai 2024 wurde bekannt, dass die Serie bei RTL+, wo die Episoden bereits 7 Tage vor Ausstrahlung veröffentlicht wurden, bereits ab dem 7. Juni 2024 mit weiteren neuen Episoden fortgesetzt wird, die an die Ereignisse der im Fernsehen ausgestrahlten Episoden anschließen werden.
Die Serie ist ein direkter Ableger der Reality-Daily-Soap Berlin – Tag & Nacht. Mit der Figur Meike Weber wurde eine Hauptfigur aus Berlin – Tag & Nacht übernommen, um die Serie im selben Serienuniversum einzuordnen. Der Name der Soap bezieht sich auf die Postleitzahl (50667) der Kölner Altstadt (Umgebung des Doms) und ist an die Fernsehserie Beverly Hills, 90210 angelehnt.

## Produktion
Vor dem Sendestart der Serie hatte RTL II 120 Episoden in Auftrag gegeben. Aufgrund anhaltender Einschaltquoten im Verlauf der Ausstrahlung wurde die Serie im März 2013 bis Jahresende verlängert, 250 Episoden wurden bis dahin produziert und ausgestrahlt. Anfang Oktober 2013 gab RTL II die Verlängerung um ein weiteres Jahr bekannt, 240–250 neue Episoden wurden bis Ende 2014 produziert. Die Produktion läuft seitdem weiter.

## Stil
Die Serie simuliert einen speziellen Reportage-Stil. Bei der Bildsprache wird entsprechend mit einer verwackelten Handkameraästhetik gearbeitet. Die einzelnen Szenen werden meist abgebrochen, obwohl der Zuschauer den Eindruck hat, dass die Handlung sowie Dialoge aus der jeweiligen Szene noch nicht zu Ende sind. Zwischen den Handlungen und Orten der verschiedenen Charaktere wird schnell hin und her geschnitten. Es werden immer wieder kurze Sequenzen verschiedener Orte aus Köln mit Musik unterlegt eingeblendet. Anders als bei anderen Serien aus dem Scripted-Reality-Genre (wie z. B. Berlin – Tag & Nacht oder X-Diaries) wurde auf die Handlung kommentierende Interviews mit den Figuren über lange Zeit verzichtet. Stattdessen drückten diese ihre Gefühle und Meinungen zusätzlich zur Handlung via Voice-over aus. Seit Episode 971 ist man vom Voice-over auf kommentierende Interviews umgestiegen.

## Drehorte

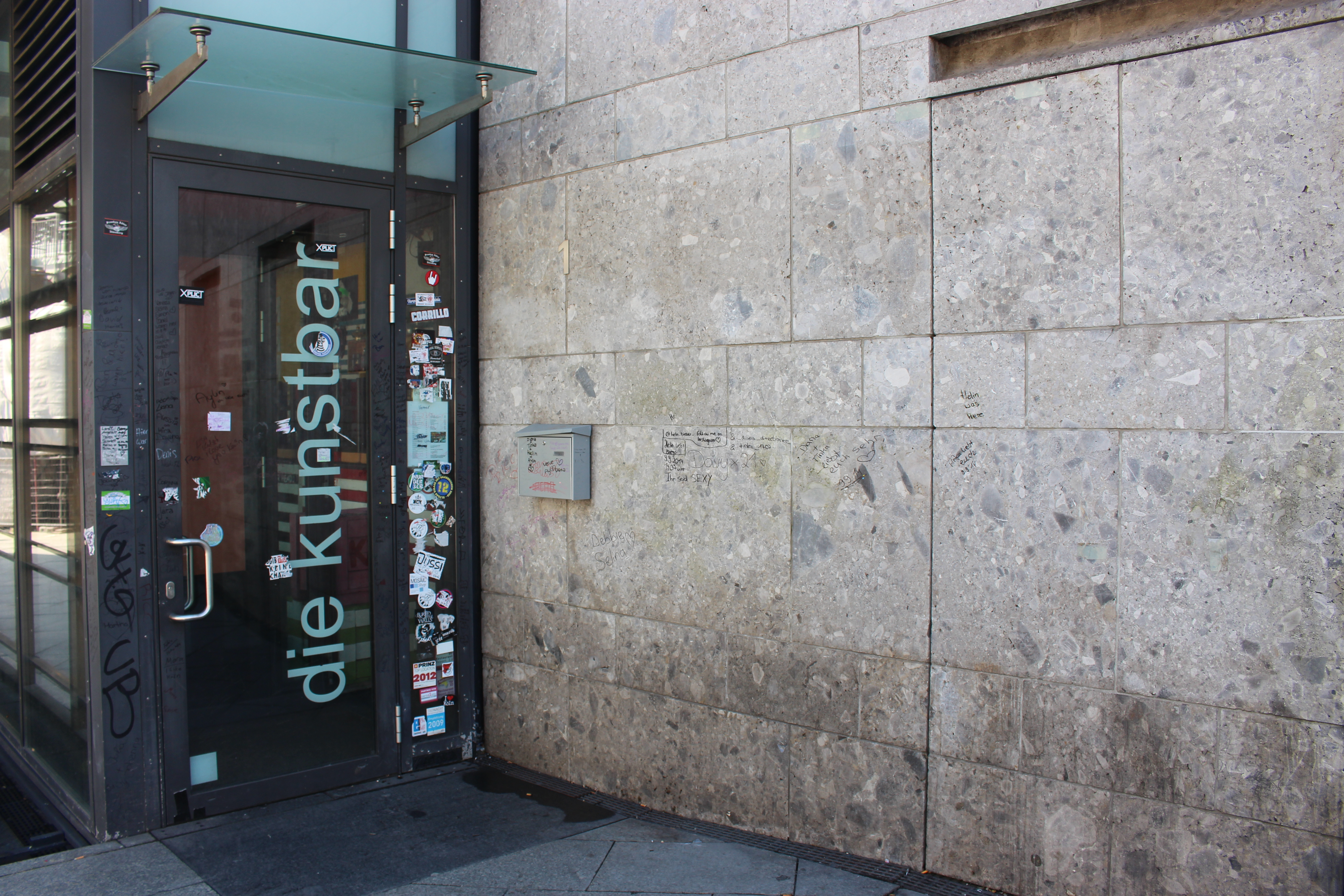
die Kunstbar nahe dem Kölner Hauptbahnhof (ehemaliger Drehort)

Die Drehorte der Serie finden sich beispielsweise in Köln-Ehrenfeld (Alex’ Loft, jetzt von Ben), in Köln-Raderberg (Kevins WG), in Köln-Mülheim (Jules WG), in Köln-Wahn (Rettungswache) und in der Kölner Südstadt (Cage Club im Rathenau-Viertel, Die Bunte Tüte).
Mittlerweile gibt es den Drehort in der Kölner Südstadt (Cage Club) nicht mehr. Dafür sind andere Drehorte dazugekommen:
- Vanity Club (Neustadt-Nord)
- Tonis WG (Köln-Rodenkirchen)
- Meikes Bar (Kuen, Köln-Nippes)

Ehemalige Drehorte waren die Kunstbar am Dom, Köln-Altstadt-Süd (Kranhaus-Wohnung), Köln-Nippes (Diegos WG), Köln-Ehrenfeld (Base), Sophias WG, Felix’ Wohnung (mit Lea) und Hürth (Jeromes WG).

## Inhalt

### Beginn und Intro
Vor Beginn einer jeden Episode gibt es einen kurzen Szenenausschnitt aus der Episode. Das Intro hat eine Dauer von ca. 20 Sekunden und die Titelmusik, der Song It’s My Life von Dr. Alban, ist zu hören. Am Anfang sieht man groß die vier Buchstaben des Wortes Köln und dahinter schräg die titelgebende Postleitzahl. Anschließend werden immer zwei der Hauptcharaktere, die in einer gewissen Beziehung zueinander stehen, zusammen in einer Szene gezeigt, wobei der jeweilige Name neben der Person steht. Das Intro wurde im Juni 2015 zum zweiten Mal erneuert, es wurden bereits ausgestiegene Charaktere herausgenommen und die Qualität noch weiter verbessert. Im Hintergrund erkennt man verschiedene Silhouetten bekannter Kölner Gebäude, so z. B. den Kölner Dom, die Hohenzollernbrücke oder den Fernsehturm Colonius in Köln. Seit Episode 503 ist links unten das Logo der Serie zu sehen. Seit 2016 werden einzelne Bilder und die Namen der Charaktere gezeigt.

### Handlung zu Beginn
Meike verliebt sich in Alex, den Besitzer einer Szenebar in der Kölner Innenstadt und zieht für diesen von Berlin nach Köln. Ihr plötzliches Auftauchen sorgt für Unruhe in der festen Bar-Gemeinschaft, die sich als Familie ansieht. Auch Alex’ Tochter Anna (16) ist nicht von der neuen Liebe ihres Vaters begeistert, da sie ein Mutter-Tochter-Verhältnis zu Alex’ Ex-Freundin Sam besitzt.
Neben diesem Leitfaden wird der Alltag verschiedener Angestellter und Freunde aus der Bar dargestellt. Das Alter der Hauptpersonen lag anfangs zwischen 16 und 68 Jahren.

## Aktuelle Hauptfiguren
Hauptfiguren der Serie sind (Stand Juni 2024):
- Jan Bremer
- Ben Straubinger
- Lea Hammerschmidt
- Kevin „Kev“ Bochow
- Leonie Teubert
- Lilli Martens
- Michelle Schmiedebach
- Emma Reiders
- Paula Neundorf
- Luise Lohmann
- Nick Hartmann
- Noah Kaiser
- Olivia Alves

## Besetzung
Christoph Oberheide ist der einzige Schauspieler, der seit der ersten Episode ohne Unterbrechung mitspielt. Zu den weiteren langjährigen Darstellern der Serie gehören Jay Sirtl, Danny Liedtke (mit Zwei Jahren Pause), Luise-Isabella Matejczyk, Sophie Imelmann und Amanda Bella Ciss.

### Aktuelle Hauptdarsteller
Sortiert nach der Reihenfolge des Einstiegs.
| Darsteller               | Rollenname             | Episoden         | Zeitraum         | Beruf und Beziehungskonstellationen |
| ------------------------ | ---------------------- | ---------------- | ---------------- | --- |
| Christoph Oberheide      | Jan Bremer             | 1–               | 2013–            | Mitarbeiter in der Kunstbar, Exmann von Holly; Exverlobter von Sophia; Exfreund von Lisa, Steffi, Olivia, Amelie, Annika und Doreen; One-Night-Stand von Lilly und Lori; Sohn von Jutta und Horst; Stiefsohn von Beate; Stiefbruder von Patrick und Lucy                                                                                    |
| Jessica Faust            | Chantal „Chanti“ Kuhnt | 1–947, 2930–     | 2013–2016, 2024– | Exfreundin von Steffen, Gregor, Nico, Vinnie und Kevin; Exaffäre von Juan; One-Night-Stand von Leon; Tochter von Tamara; beste Freundin von Anna; reist Anna nach Kambodscha auf eine Mangofarm hinterher. |
| Sascha Sirtl             | Ben Straubinger        | 510–539          | 2015             | Ehemann von Lea, Exmann von Corinna; Exfreund von Sam, Nina und Andrea; One-Night-Stand von Tara; Vater von Nelli und Oskar; Sohn von Kurt; Zwillingsbruder von Marc; Halbbruder von Mel und Olli; Onkel von Jessica, Sara und Jason Nebenrolle von Januar bis Februar 2015 Jay Sirtl spielte bereits Bens Zwillingsbruder Marc Straubinger |
| Jay Sirtl                | Ben Straubinger        | 1773–            | 2020–            | Ehemann von Lea, Exmann von Corinna; Exfreund von Sam, Nina und Andrea; One-Night-Stand von Tara; Vater von Nelli und Oskar; Sohn von Kurt; Zwillingsbruder von Marc; Halbbruder von Mel und Olli; Onkel von Jessica, Sara und Jason Nebenrolle von Januar bis Februar 2015 Jay Sirtl spielte bereits Bens Zwillingsbruder Marc Straubinger |
| Luise-Isabella Matejczyk | Lea Hammerschmidt      | 1005–2365, 2650– | 2016–2022, 2023– | Besitzerin der Kunstbar Ehefrau von Ben; Exfreundin von Felix, Marc, Oskar und Ray; Exaffäre von Alex, Luca und George; Tochter von Vera; Schwester von Stevie; ehem. Stalkerin von Mel |
| Sophie Imelmann          | Leonie Teubert         | 1375–2572, 2881– | 2018–2023, 2024– | Mitarbeiterin in der Kunstbar, Exverlobte von Mick; Exfreundin von Lukas, Bo, Olli, Kevin, Nico und Kasper; Exaffäre von George und Toni; Tochter von Inka und Schrotti; Ziehtochter von Alex; Stieftochter von Trixi; Zwillingsschwester von Elli; Halbschwester von Selina;                                                               |
| Amanda Bella Ciss        | Lilli Martens          | 2215–2572, 2880– | 2021–2023, 2024– | Rolle aus Berlin – Tag & Nacht Mitarbeiterin in der Kunstbar, Exfreundin von Luke, Chico, Denny, Marco, Nico und Kevin; Gastauftritt: Episoden 2874–2875 (2024) |
| Chantal-Jale Kirman      | Michelle Schmiedebach  | 2545–            | 2023–            | Mitarbeiterin in der Kunstbar, Freundin von Emma; Beste Freundin von Tess; Exaffäre von Hannes |
| Marleen Schäfer          | Paula Neundorf         | 2575–            | 2023–            | Mitarbeiterin in der Kunstbar, Exfreundin von Mesut; Tochter von Nina und Steffen |
| Zoë Chiara               | Emma Reider            | 2575–            | 2023–            | Mitarbeiterin in der Kunstbar, Freundin von Michelle; Exfreundin von Daniel; Tochter von Svenja und Mario; Schwester von Max; Beste Freundin von Elif |
| Karsten Walter           | Noah Kaiser            | 2655–            | 2023–            | Mitarbeiter in der Kunstbar, Exfreund von Mel; One-Night-Stand von Sandra |
| Anna Sophia Hamm         | Luise Lohmann          | 2750–            | 2023–            | Schülerin, Freundin von Nick; Patentochter von Mel |
| Jan Schettler            | Nick Hartmann          | 2782–            | 2024–            | Schüler, Freund von Luise; Sohn von Yvonne; |

### Ehemalige Hauptdarsteller
Sortiert nach der Reihenfolge des Ausstiegs.
| Darsteller                  | Rollenname                             | Episoden                     | Jahre                | Bemerkungen |
| --------------------------- | -------------------------------------- | ---------------------------- | -------------------- | --- |
| Dustin Wienker              | Nicholas „Nick“ Jankowski              | 1–330                        | 2013–2014            | Exfreund von Anna und Julia; Exaffäre von Inka; One-Night-Stand von Saskia; Bruder von Lukas; kommt mit dem Druck des bevorstehenden Abiturs, seines Vaters und älteren Bruders nicht klar, verlässt daraufhin Köln. |
| Tatiana Feldman             | Lisa Bechte                            | 1–363                        | 2013–2014            | Freundin von Mathis; Exfreundin von Jan und Marvin; wandert wegen eines Kunstkurses mit Mathis nach Portugal aus. |
| Rocio Ortega Arenas         | Lucia Cortez                           | 7–369                        | 2013–2014            | Exverlobte von Max; Tochter von Concha; Schwester von Diego; Enkelin von Elena; Nichte von Maria; Cousine von Chico; lernt einen neuen Mann in Spanien kennen. |
| David Dos Santos            | Guido Kaiser                           | 32–388                       | 2013–2014            | Exfreund von Dennis, Gareth und Tim; Exaffäre von Gunnar; reist aufgrund seiner Enttäuschung über Tims Heimlichtuerei rund um ihre Beziehung in die USA ab. |
| Steffen Donsbach            | Maximilian „Max“ Hofstetter            | 1–463                        | 2013–2014            | Exverlobter von Lucia; Exfreund von Joleen und Meike, Exaffäre von Patricia; One-Night-Stand von Lucia und Maria; Sohn von Jack; Halbbruder von Alex, Florence und Manu; Onkel von Anna; wird, nachdem er Maria von Kolbstein überfahren hat, von der Polizei verhaftet. Gastauftritt: Episode 498 (2014)                                                       |
| Arman Ahmetagic             | Marvin „Marv“ Kunze                    | 1–498                        | 2013–2014            | Exfreund von Liliana und Lisa; Exaffäre von Zeynep; One-Night-Stand von Malika und Olivia; geht zurück nach Bosnien, nachdem der Traum von einer Musikkarriere geplatzt ist. |
| Jay Sirtl                   | Marc Straubinger                       | 279–539                      | 2014–2015            | Freund von Corinna; Exmann von Tara; Exfreund von Sam; Vater von Jessica; Sohn von Kurt; Zwillingsbruder von Ben; Halbbruder von Mel und Olli; Onkel von Nelli, Oskar, Sara und Jason; reist zu Jessica in die USA. |
| Annabelle Boom              | Patricia Weidemann                     | 28–543                       | 2013–2015            | Exfreundin von Diego; Exaffäre von Max und Patrick; Tochter von Thijs und Marlene; veranstaltet in Amsterdam zukünftig Dessous-Partys. |
| Luca Rutolo                 | David Kreiner                          | 156–570                      | 2013–2015            | Exfreund von Emma; geht für ein lukratives Jobangebot nach München. Gastauftritte: Episoden 713–720 und 745–749 (2015) |
| Jana Verweyen               | Linda Borowski                         | 40–580                       | 2013–2015            | Exfreundin von Paul, Alex und Freya; besucht eine Freundin in Hamburg. |
| Sean Raschke                | Tim Berger                             | 312–651                      | 2014–2015            | Exfreund von Guido; Sohn von Barbara und Jordan; Bruder von Sam; kehrt zurück nach Kalkutta in Indien, um sich dort um Kinder zu kümmern und sie zu unterrichten. |
| Janina Brückbauer           | Laura Heinecke                         | 560–759                      | 2015                 | Exfreundin von Felix; Exaffäre von Valentin; One-Night-Stand von Kolja und Robert, Cousine von Sören; geht für ein Auslandssemester nach Südafrika. |
| Sara-Joleen Kaveh-Moghaddam | Joleen Daatis                          | 1–861                        | 2013–2016            | Exverlobte von Diego; Exfreundin von Greg, Max und Cem; Exaffäre von Chris; Tochter von Samira; verlässt nach der Trennung von Cem Köln. |
| Iris Aschenbrenner          | Inka Teubert, geb. Streublinger †      | 530–884                      | 2015–2016            | Exfrau von Nils, Exfreundin von Alex, Exaffäre von Markus und Patrick; Mutter von Elli und Leonie; stirbt an den Episoden eines Autounfalls (Hirntod, daraufhin Abschaltung der Maschinen durch Patientenverfügung). |
| Yvonne Pferrer              | Anna Kowalski                          | 1–917                        | 2013–2016            | Freundin von Chris; Exfreundin von Nick und Valentin; One-Night-Stand von Tom und Daniel; Tochter von Alex und Isabella; Halbschwester von Jerome; Enkelin von Jack; Nichte von Max, Florence und Manu; beste Freundin von Chantal; fliegt erneut zurück nach Kambodscha zusammen mit Chris. Gastauftritt: Episode 1001–1006 (2016)                             |
| Dennis-Alexander Hundt      | Steffen Schmitter                      | 41–927                       | 2013–2016            | Exfreund von Sam, Chantal, Agatha und Kate; tritt nicht mehr in Erscheinung. Gastauftritt: Episoden 2122–2201 (2021) |
| Luis Smija                  | Paul Kleeberg                          | 562–927                      | 2015–2016            | Exfreund von Nina und Elli; Exaffäre von Lina; Sohn von Regina und Thomas; bester Freund von Yanick; tritt nicht mehr in Erscheinung. |
| Aaron Rufer                 | Yanick Bischoff                        | 562–927                      | 2015–2016            | Exfreund von Antonia und Elli; One-Night-Stand von Melissa; bester Freund von Paul; tritt nicht mehr in Erscheinung. |
| Maximilian Ratzenböck       | Valentin Eggenhofer                    | 428–951                      | 2014–2016            | Exfreund von Anna; Exaffäre von Lina, Anastasia, Vanessa und Laura; One-Night-Stand von Sara; Sohn von Theresa und August; begleitete Jerry nach Ibiza und ging anschließend zurück nach Wien. |
| Mariano Tatah               | Bruno Luprano                          | 198–1000                     | 2013–2016            | Exfreund von Martina, Meike, Yvonne und Sam; Exaffäre von Joy und Michelle; One-Night-Stand von Jamila; Enkel von Rosa; Cousin von Maik, Franco und Sophia; Neffe von Tonzio und Katrin; wurde auf seiner Flucht an der belgischen Grenze von der Polizei gefasst.                                                                                              |
| Jeremy Grube                | Chris Hansen                           | 176–1006                     | 2013–2016            | Freund von Anna; Exfreund von Janina; Exaffäre von Inka und Joleen; One-Night-Stand von Florence und Rebecca; Sohn von Irene; begleitet Anna nach Kambodscha. |
| Sandra Lambeck              | Michelle Schultz                       | 560–1059                     | 2015–2017            | Exfreundin von Joshua, Dario und Patrick; Exaffäre von Bruno und John; One-Night-Stand von und Felix; Tochter von Nigel; Schwester von Tyler; kehrt zurück nach Berlin. |
| Timur Ülker                 | Cem Arslan                             | 691–1062                     | 2015–2017            | Exfreund von Joleen; Sohn von Leyla; Cousin von Filiz; zieht zu seiner Mutter und geht regelmäßig auf Montage. |
| Giorgio Di Lucia            | Manuel „Manu“ Stanzoni                 | 853–1166                     | 2016–2017            | Exfreund von Sam und Sophia, One-Night-Stand von Klara; Sohn von Jack; Halbbruder von Alex, Max und Florence; Onkel von Anna; geht nach Italien, um seine Aggressionen zu bewältigen. |
| Janine Meißner              | Yvonne Voss                            | 13–19, 82–1255               | 2013–2017            | Exfrau von Jack; Exfreundin von Bruno; Exaffäre von Kevin; zieht nach Leipzig Nebenrolle im Januar 2013 Gastauftritt: Episode 1487 (2018) |
| Dominik Hortig              | Felix Schaffrath †                     | 560–1257                     | 2015–2017            | Freund von Sophia (bis zu seinem Tod); Exfreund von Denise, Laura, Filiz und Lea; Exaffäre von Kira; One-Night-Stand von Sonja, Michelle und Elli; stirbt an den Episoden einer schweren Kopfverletzung. |
| Mike Luxen                  | Ben Grothe                             | 1005–1306                    | 2016–2018            | Exfreund von Josy, Lina und Elli; Sohn von Dennis; Bruder von Niklas; verlässt Köln aufgrund seiner Schuldgefühle wegen seiner schwer auf ihm lastenden Schuld an Felix’ Tod. |
| Julia Neumann               | Jessica „Holly“ Bienert, gesch. Bremer | 883–1391                     | 2016–2018            | Exfrau von Jan; Exfreundin von Marcel, Sascha und Chico; beginnt eine Karriere als Schlagersängerin in Hamburg. |
| Paul Griffig                | Florian „Flo“ Benner                   | 1030–1433                    | 2017–2018            | Exfreund von Jule und Lina; Exaffäre von Kathi; geht auf Weltreise |
| Jenny Pham                  | Kimi Nguyen                            | 1280–1516                    | 2018                 | Exfreundin von Chico; Exaffäre von Jerome; geht auf unbestimmte Zeit nach Vietnam. |
| Amira Wirth                 | Elli Teubert                           | 554–1536                     | 2015–2019            | Exfreundin von Paul, Yanick, Marek, Rocco, Ben und Olli; Exaffäre von Chico; One-Night-Stand von Felix; Tochter von Inka und Schrotti, Ziehtochter von Alex, Stieftochter von Trixi; Zwillingsschwester von Leonie, Halbschwester von Selina; flüchtet zu Anna nach Thailand, nachdem sie Leonie und Olli in flagranti erwischt hat.                            |
| Arlette Markuse             | Doreen „Dolly“ Meierhofer              | 1392–1607                    | 2018–2019            | Exfreundin von Chico und Jan; geht nach der Trennung von Jan nach Berlin. |
| Aurelie Tshamala            | Aurelie Hettkamp                       | 1212–1639                    | 2017–2019            | Exverlobte von Diego; Exfreundin von Pascal; Adoptivtochter von Claudia und Wolfgang; zieht zu ihrem Vater nach Teneriffa. |
| Dennis Hamer                | Jack Winston                           | 11–1653                      | 2013–2019            | Exmann von Yvonne; Vater von Alex, Manu, Max und Florence; Großvater von Anna; tritt nicht mehr in Erscheinung. Gastauftritte: Episode 1725 (2019), 1794 (2020) und 2576–2577 (2023) |
| Ingo Kantorek               | Alexander „Alex“ Kowalski †            | 1–1725                       | 2013–2019            | Ehemann von Mel; Exverlobter von Meike; Exfreund von Martina, Isabella, Sam, Linda und Inka; Exaffäre von Lea; One-Night-Stand von Marry; Vater von Anna; Ziehvater von Elli und Leonie; Sohn von Jack; Halbbruder von Max, Florence und Manu; stirbt (aufgrund des Todes des Darstellers). Gastauftritte: Episode 820 und 830 (2016)                           |
| Jasmina Huremović           | Dana Teodosić                          | 948–1762                     | 2016–2019            | Exfreundin von Nico, Pia, Patrick, Luis und Kevin; Exaffäre von Adrian und Robin; Cousine von Slavo und Ante; lernt einen neuen Mann auf Hawaii kennen und bleibt anschließend dort. Stimmauftritt: Episode 1854 (2020) |
| Margarita Nigmatullin       | Lina Windhof, gesch. Hellweg           | 702–712 780–1765             | 2015 2016–2019       | Freundin von Phil; Exfrau von Jerome; Exfreundin von Ben, Flo und Tom; Exaffäre von Valentin und Paul; Tochter von Eva und Theo; begleitet Phil nach Hamburg. Nebenrolle im Oktober 2015 |
| Marc Eggers                 | Phil Hensing                           | 1655–1765                    | 2019                 | Freund von Lina; erhält ein Jobangebot als Kriminaloberkommissar in Hamburg. |
| Jil Hentschel               | Charlotte Luise „Charlie“ Falkenhain   | 1524–1878                    | 2019–2020            | Exfreundin von Freddy und Chico; Mutter von Mathilda; Tochter von Patrick und Beatrice; Stieftochter von Ferdinand; Halbschwester von Viktoria; Enkelin von Beate; Nichte von Lucy; geht mit Mathilda nach Spanien. Videoauftritt: Episode 1881(2020) Gastauftritt: Episoden 2242–2243 (2021), 2544–2549 (2023)                                                 |
| Alischa Klippel             | Nele „Nelli“ Straubinger               | 1773–1882                    | 2020                 | Exfreundin von Luca; Tochter von Corinna und Ben; Zwillingsschwester von Oskar; Enkelin von Kurt; Nichte von Marc, Mel und Olli; Cousine von Jessica, Sara und Jason; geht zu Charlie nach Spanien, nachdem ihre Intrigen gegen Lea aufgeflogen sind. Videoauftritt: Episode 1889 (2020)                                                                        |
| Richard Heinze              | Tom Diesler                            | 1581–1913                    | 2019–2020            | Exfreund von Lina; One-Night-Stand von Hanna; Bruder von Mila; geht nach Erfurt zurück, um dort als Resident-DJ zu arbeiten. |
| Anna Melcher                | Kristina „Kiki“ Grob                   | 1929–1978                    | 2020                 | Schwester von Stella, Tochter von Rico und Elena; lebt in der Psychiatrie, nachdem ihre Intrigen gegen Stella aufgeflogen sind. |
| Kerem Aydin                 | Freddy Reuter                          | 1305–1997                    | 2018–2020            | Exverlobter von Sina; Exfreund von Natascha, Lucy, Charlie und Jill; Sohn von Nicole; Neffe von Gitte und Bert; Cousin von Marc; beginnt eine Ausbildung als Veranstaltungstechniker in Berlin. Gastauftritt: Episode 2013 (2020) |
| Paulina Ljubas              | Stella Freis                           | 1788–2019                    | 2020                 | Exfreundin von Olli, Kevin und Diego; Tochter von Elena und Rico; Schwester von Kiki; trennt sich von Diego und verlässt daraufhin Köln In Episode 2020 wurde die Rolle lediglich von einem Double verkörpert, nachdem Paulina Ljubas selbst nicht mehr an den Dreharbeiten teilnehmen konnte                                                                   |
| N. N.                       | Stella Freis                           | 2020                         | 2020                 | Exfreundin von Olli, Kevin und Diego; Tochter von Elena und Rico; Schwester von Kiki; trennt sich von Diego und verlässt daraufhin Köln In Episode 2020 wurde die Rolle lediglich von einem Double verkörpert, nachdem Paulina Ljubas selbst nicht mehr an den Dreharbeiten teilnehmen konnte                                                                   |
| Danilo Cristilli            | Antonio „Toni“ Bianchi                 | 1789–2099                    | 2020–2021            | Freund von Bo; Exfreund von Fee; Exaffäre von Leonie; bleibt in Italien |
| Dominik Kowalski            | Vincent „Vince“ Hofer                  | 1940–2115                    | 2020–2021            | Exfreund von Meike; erhält ein Jobangebot aus den USA |
| Maria Lo Porto              | Sophia Luprano                         | 829–1388 1653–2124           | 2016–2018 2019–2021  | Exverlobte von Jan; Exfreundin von Samu, Manu und Felix (durch seinen Tod); One-Night-Stand von Niko; Tochter von Karin und Francesco; Enkelin von Rosa und Severina; Cousine von Bruno, Maik und Franco; betrügt Jan mit dem Hochzeitsfotografen, wird von diesem schwanger und flüchtet nach Italien, um das Kind dort großzuziehen                           |
| Sharon Battiste             | Clara „Bo“ Borkmann                    | 1317–2133                    | 2018–2021            | Freundin Von Toni; Exfreundin von Maik, Patrick und Leonie; Tochter von Michonia und Christoph; geht zu Toni nach Italien |
| David Ortega                | Diego Cortez                           | 1–498 848–2210               | 2013–2014 2016–2021  | Exverlobter von Joleen und Aurelie; Exfreund von Patricia, Delia, Laura und Stella; Sohn von Concha; Bruder von Lucia; Enkel von Elena; Neffe von Maria; Cousin von Chico; Patenonkel von Mathilda; lernt eine Frau in Las Vegas kennen und bleibt dort Gastauftritt: Episode 541 (2015)                                                                        |
| Alena Nolte                 | Cleo Meister                           | 1887–2234                    | 2020–2021            | Exfreundin von Luca und Oskar; Tochter von Beatrice; geht mit Oskar für unbestimmte Zeit nach Spanien |
| Pascal Zadow                | Luca Schmitz                           | 1815–2236                    | 2020–2021            | Exfreund von Nelli, Samantha und Cleo; Exaffäre von Lea; One-Night-Stand von Jill; Stiefsohn von Mario; Halbbruder von Leni; Cousin von Rico; tritt nicht mehr in Erscheinung |
| Hatidza Demirovic           | Samantha Helmholz                      | 1816–2242                    | 2020–2021            | Exfreundin von Luca, Oskar und Rico; Tochter von Jaquline; Cousine von Larissa; zieht mit ihrer Mutter nach Hamburg |
| Angela Brand                | Lucy Grieberg                          | 970–1058 1204–1778 2072–2243 | 2016–2020 2021       | Exverlobte von Justus; Exfreundin von Till, Tim und Freddy; Exaffäre von Fabian; One-Night-Stand von Kevin und Hannes; Tochter von Beate und Andreas; Stieftochter von Horst; Halbschwester von Patrick; Stiefschwester von Jan; Tante von Charlie; Großtante von Mathilda; zieht mit Patrick zu Charlie nach Spanien Nebenrolle von Oktober 2016 bis März 2017 |
| Andree Katic                | Patrick Schumann                       | 2–2243                       | 2013–2021            | Exfreund von Bettina, Elena, Michelle, Tatjana, Dana, Bo, Sam und Jill; Exaffäre von Isabella, Patricia, Lana und Inka; Vater von Charlie; Großvater von Mathilda; Sohn von Beate; Stiefsohn von Horst; Halbbruder von Lucy; Stiefbruder von Jan; zieht zu seiner Tochter nach Spanien                                                                          |
| Salvatore Romano            | Nico Temminghoff                       | 2208–2284                    | 2021–2022            | Exfreund von Lilli und Leonie; verlässt Köln |
| Anastasia Bogomolov         | Dascha Romanova                        | 2208–2353                    | 2021–2022            | Exfreundin von Hannes, beste Freundin von Lisa; hat in London ein Studium begonnen um sich von ihrem Liebeskummer abzulenken |
| Chantal Urbanski            | Daria Wellant                          | 2368–2467                    | 2022                 | Exfreundin von Carlo; Schwester von Robert |
| Tim Dolle                   | Sebastian „Beasty“ Malinowski          | 2300–2505                    | 2022                 | Student, DJ; zieht nach London zu Dascha um eine große Musikkarriere zu starten. |
| Carolina Noeding            | Julia „Jule“ Reuter, geb. Klaasen      | 907–2526                     | 2016–2023            | Ehefrau von Marc; Exfreundin von Flo und Steve; One-Night-Stand von Max, Robin und Rafael; Tochter von Kerstin und Robert; Schwester von Kathi; Enkelin von Mathilda; zieht mit Marc in ein Häuschen am Rande der Stadt |
| Daniel Peukmann             | Marc Reuter                            | 980–2526                     | 2016–2023            | Ehemann von Jule; Exfreund von Lara, Lea und Nina; One-Night-Stand von Kathi und Wonder; Sohn von Gitte und Bert; Neffe von Nicole; Cousin von Freddy; zieht mit Jule in ein Häuschen am Rande der Stadt |
| Jiena Viduka                | Jill Meininger                         | 1787–2540                    | 2020–2023            | Exfreundin von Freddy, Patrick, Timo und Mo; One-Night-Stand von Luca; geht aufgrund ihrer Drogen Probleme in eine Klinik in einer anderen Stadt Videoauftritt: Episode 2554 (2023) |
| Joe Zorzetti                | Paco Martín                            | 1952–2544                    | 2020–2023            | Ehemann von Olli (Scheinehe); Exfreund von Julian; One-Night-Stand von Nik; Exaffäre von Stevie; nimmt ein Jobangebot auf einer Kreuzfahrt an Stimmauftritt: Episode 2571 (2023) |
| Alexander Molz              | Pablo „Chico“ Alvarez                  | 822–1807 2188–2572           | 2016–2023            | Freund von Lilli, Exverlobter von Lori; Exfreund von Holly, Kimi, Doreen und Charlie; Exaffäre von Elli, Angelika und Carmen; Vater von Mathilda; Sohn von Maria und Miguel; Enkel von Elena; Neffe von Concha; Cousin von Diego und Lucia; tritt nicht mehr in Erscheinung Videoauftritt: Episode 1878 (2020)                                                  |
| Tom Leucht                  | Robert Wellant                         | 2258–2573                    | 2021–2023            | Bruder von Daria; Exfreund von Sam; Beginnt ein neues Leben in einem anderen Stadtteil von Köln |
| Amadin Piattello            | Mohamed „Mo“ Jama                      | 2217–2574                    | 2021–2023            | Exfreund von Jill; One-Night-Stand von Michelle; tritt nicht mehr in Erscheinung |
| Jamuna Johann               | Lisa Weber                             | 2208–2405, 2540–2574         | 2021–2023            | Freundin von Hannes; beste Freundin von Dascha; Tochter von Meike und Carlo; Urenkelin von Lotte; tritt nicht mehr in Erscheinung |
| Jeremy Mutschall            | Hannes Wagner                          | 2216–2574                    | 2021–2023            | Freund von Lisa; Exfreund von Dascha; Exaffäre von Michelle; tritt nicht mehr in Erscheinung |
| Zico Banach                 | Carlo Janssen                          | 2323–2574                    | 2022–2023            | Verlobter von Meike; Exfreund von Daria; Vater von Lisa; tritt nicht mehr in Erscheinung |
| Pia Tillmann                | Meike Weber                            | 1–377 1900–2574              | 2013–2014 2020–2023  | Verlobte von Carlo; Exfrau von Marcel; Exverlobte von Alex und George; Exfreundin von Bruno, Max, Greg, Sascha, Vince und George; Mutter von Lisa; Nichte von Yvonne; Enkelin von Lotte |
| Diana Schneider             | Samantha „Sam“ Berger                  | 1–1174 1989–2574             | 2013–2017 2020–2023  | Freundin von Ben, Exfreundin von Alex, Steffen, Marc, Bruno, Fil, Manu, Jeff, Patrick und Robert; One-Night-Stand von Ben; Tochter von Barbara und Jordan; Schwester von Tim; tritt nicht mehr in Erscheinung |
| Mario Kleinermanns          | Johnny Nickel                          | 2574–2649                    | 2023                 | Exfreund von Tess; Guter Freund von George; Verlässt Köln |
| Jossy Luzaydio              | George Malone                          | 2212–2734                    | 2021–2023            | Exaffäre von Leonie; Exfreund und Exverlobter von Meike; Exfreund von Lea; geht mit Tess auf Weltreise |
| Moring Rotimi               | Theresa „Tess“ Malone                  | 2441–2734                    | 2022–2023            | Exfreundin von Johnny; Schwester von George; geht mit George auf Weltreise |
| Marcel Thorwesten           | Oskar Straubinger                      | 1773–????                    | 2020–2023            | Schüler Exfreund von Lea, Samantha und Cleo; Exaffäre von Sara; Sohn von Corinna und Ben; Zwillingsbruder von Nelli; Enkel von Kurt; Neffe von Marc, Mel und Olli; Cousin von Jessica, Sara und Jason |
| Luna Farina                 | Elif Yilmaz                            | 2575–2776                    | 2023–2024            | Exaffäre von Daniel; Schwester von Mesut; Tochter von Kenan und Bahar; Beste Freundin von Emma; Geht für ein halbes Jahr nach Amerika |
| Leoni Boltz                 | Barbie                                 | 2574–2864                    | 2023–2024            | Freundin von Andre; Gute Freundin von George; Nimmt ein Jobangebot an Gastauftritt: Episode 2880–2881 (2024) |
| Jana Wagenhuber             | Sandra Werl                            | 2575–2880                    | 2023–2024            | Besitzerin eines Sonnenstudios, Mutter von Jessica; Exfrau von Marcel; One-Night-Stand von Noah; Macht eine Reise für unbestimmte Zeit |
| Jenny Päper                 | Svenja Reider                          | 2575–2880                    | 2023–2024            | Ehefrau von Mario; Mutter von Emma und Max; Tochter von Martha und Dieter |
| Umut Parmak                 | Mesut Yilmaz                           | 2575–2880                    | 2023–2024            | Student, Exfreund von Paula, Bruder von Elif; Sohn von Kenan und Bahar; leiblicher Sohn von Ali; Macht eine Europa-Tour |
| Patrick Beinlich            | Oliver „Olli“ Korte                    | 1206–2262 2468–2880          | 2017–2024            | Verlobter von Jessi; Exmann von Paco (Scheinehe) und Tamara; Exfreund von Elli, Stella und Leonie; One-Night-Stand von Ivana, Johanna, Lori und Bibi; Vater von Sarah und Jason; Sohn von Sibylle und Kurt; Bruder von Mel; Halbbruder von Ben und Marc; Onkel von Nelli, Oskar und Jessica Patrick Beinlich spielte 2016 bereits eine andere Nebenrolle        |
| Mandy-Kay Bart              | Melanie „Mel“ Korte                    | 980–1913, 2576–2880          | 2016–2020, 2023–2024 | Besitzerin des Jack‘s, Witwe von Alex; Exfreundin von Noah und Dennis; Stiefmutter von Anna; Tochter von Sibylle und Kurt; Schwester von Olli; Halbschwester von Ben und Marc; Tante von Sara, Jason, Nelli, Oskar und Jessica; Patentante von Luise; Ist bei einer Hilfsorganisation                                                                           |
| Jana-Marie Meyer            | Jessica „Jessi“ Werl                   | 2575–2880                    | 2023–2024            | Besitzerin des Sonnenstudios, Verlobte von Olli; Tochter von Sandra und Marcel |
| Mahir Aggül                 | Kenan Yilmaz                           | 2575–2881                    | 2023–2024            | Cafebésitzer, Ehemann von Nina; Vater von Mesut und Elif; Witwer von Bahar |
| Sophia Kretschmann          | Nina Neundorf                          | 2575–2881                    | 2023–2024            | Cafebesitzerin, Ehefrau von Kenan; Mutter von Paula; Exfrau von Steffen |
| Massimo Nigordi             | Mario Reider                           | 2575–2881                    | 2023–2024            | LKW-Fahrer, Ehemann von Svenja; Vater von Emma und Max |
| Alexander Vukomanovic       | Max Reider                             | 2576–2881                    | 2023–2024            | Schüler, Freund von Ariana; Bruder von Emma; Sohn von Svenja und Mario |
| Jessica Sulikowski          | Olivia Alves                           | 2881–2920                    | 2024                 | Rolle aus Berlin – Tag & Nacht Exfreundin von Tim, Luke, Henry und Dean; Exaffäre von Tristan; Schwester von Raffael; Halbschwester von Miguel |
| Danny Liedtke               | Kevin „Kev“ Bochow                     | 38–2346, 2880–2957           | 2013–2022, 2024–2025 | Mitarbeiter in der Kunstbar, Ex-Freund von Chantal, Claudia, Dana, Stella, Zoe (durch ihren Tod), Leonie und Lilli; Ex-Affäre von Yvonne; One-Night-Stand von Lucy und Nora; Sohn von Klaus; Bruder von Saskia; Neffe von Simone; Cousin von Jeremy, Pascal, Rico, Dennis und Stella;                                                                           |

### Aktuelle Nebenfiguren
Sortiert nach der Reihenfolge des Einstiegs.
| Darsteller     | Figur          | Episoden                                              | Jahre | Beschreibung |
| -------------- | -------------- | ----------------------------------------------------- | ----- | --- |
| Ralf Kirchhoff | Horst Bremer   | 308–1395 1546–1778 1903 1920– (sporadische Auftritte) | 2014– | Taxiunternehmer Ehemann von Beate, Exmann von Jutta und Agata, Vater von Jan, Stiefvater von Patrick und Lucy                                                                      |
| Carola Behnke  | Beate Grieberg | 969–                                                  | 2016– | Ehefrau von Horst; Exfreundin von Andreas; One-Night-Stand von Günni und Ralf, Mutter von Patrick und Lucy, Stiefmutter von Jan, Großmutter von Charlie, Urgroßmutter von Mathilda |

### Ehemalige Nebenfiguren
Sortiert nach der Reihenfolge des Ausstiegs.
| Darsteller                | Figur                                       | Episoden                                                          | Jahre                        | Beschreibung |
| ------------------------- | ------------------------------------------- | ----------------------------------------------------------------- | ---------------------------- | --- |
|                           | Tom Kramer                                  | 14–26                                                             | 2013                         | One-Night-Stand von Anna, ehem. bester Freund von Nick, One-Night-Stand von Anna |
|                           | Saskia Schaaf                               | 38–73                                                             | 2013                         | One-Night-Stand von Nick, Schwester von Kevin, Nichte von Simone und Sylvia, Cousine von Jeremy, Pascal, Dennis, Rico und Stella                                                              |
|                           | Hans Mülheim                                | 39–74                                                             | 2013                         | Onkel von Agatha, ehem. Direktor an Annas Schule |
|                           | Paul Sanders                                | 41–75                                                             | 2013                         | Ex-Freund von Linda |
| Marco Majewski            | Steven                                      | 85–104, 148, 157                                                  | 2013                         | Stripper |
|                           | Jill Heymans                                | 16–180                                                            | 2013                         | ehem. gute Freundin von Anna und Chantal |
| Kamelia Willich           | Liliana „Lilly“ Schneider                   | 74–182                                                            | 2013                         | Ex-Freundin von Marvin |
| Carolina Rama Torea       | Julia Vogel                                 | 129–220                                                           | 2013                         | Ex-Freundin von Nick |
|                           | Greg                                        | 164–230                                                           | 2013                         | Ex-Freund von Joleen |
| Yavuz Otay                | Ergül Claasen                               | 72–269                                                            | 2013–2014                    | ehem. Chef von Kevin |
| Eda Lilsun                | Zeynep                                      | 89–250                                                            | 2013–2014                    | Ex-Affäre von Marvin |
| Lidia Delgado Fortes      | Olivia Klum                                 | 208–282                                                           | 2013–2014                    | Ex-Freundin von Jan, One-Night-Stand von Marvin |
|                           | Dr. Steffi Rieth                            | 128–290                                                           | 2013–2014                    | Ex-Freundin von Jan und Nils, Nichte von Elisabeth |
| Yvonne Mouhlen            | Elena Goetz                                 | 158–293                                                           | 2013–2014                    | Ex-Freundin von Patrick |
| Jasmin Schumacher         | Katrin Ulrich                               | 204–309                                                           | 2013–2014                    | ehem. beste Freundin von Inka |
| Sebastian Szofer          | Lukas Jankowski                             | 49–111, 149–154, 174, 198, 250, 330                               | 2013–2014                    | Bruder von Nick |
| Franziska Michna          | Inka Stenzel                                | 173–280, 362                                                      | 2013–2014                    | Ex-Affäre von Nick und Chris |
| Vivien Freude             | Florence „Flo“ Winkler                      | 249–363                                                           | 2014                         | One-Night-Stand von Chris, Tochter von Jack, Halbschwester von Alex, Max und Manu, Tante von Anna                                                                                             |
| Harry Volk                | Mathis                                      | 329–363                                                           | 2014                         | Freund von Lisa, Ehemann von Sabine |
|                           | Gunnar Petersen                             | 162–252, 371                                                      | 2013–2014                    | Ex-Mann von Anke, Ex-Freund von Guido |
|                           | Charlotte „Lotte“ Sonnenberg                | 114–377                                                           | 2013–2014                    | Großmutter von Meike |
| Melanie Lehmann           | Agatha Ivanov                               | 266–380, 417                                                      | 2014                         | Ex-Freundin von Steffen, Nichte von Hans Mülheim |
| Francesca Woith           | Isabella „Bella“ Dominico                   | 115–172, 402–423                                                  | 2013, 2014                   | Ex-Freundin von Alex, Ex-Affäre von Patrick, Mutter von Anna und Jerome |
| Fabian Nau                | Victor                                      | 382–397, 426–428                                                  | 2014                         | Anführer einer kriminellen Biker-Gang |
|                           | Maria von Kolbstein †                       | 442–463                                                           | 2014                         | One-Night-Stand von Max, wurde von Max überfahren |
| Rosa Thielmann            | Emma Schmitz                                | 175–483                                                           | 2013–2014                    | Ex-Freundin von David |
|                           | Gitte                                       | 340–490                                                           | 2014                         | ehem. Friseuse im 66 |
|                           | Samira Daatis                               | 24–490                                                            | 2013–2014                    | Mutter von Joleen |
|                           | Elisabeth Mardicke                          | 2–500                                                             | 2013–2014                    | Ehefrau von Johannes, Affäre des Postboten, Tante von Steffi |
|                           | Thijs Weideman                              | 205–509                                                           | 2013–2015                    | Ehemann von Marlene, Vater von Patricia |
|                           | Marlene Weideman                            | 205–509                                                           | 2013–2015                    | Ehefrau von Thijs, Mutter von Patricia |
|                           | Ricardo                                     | 419–522                                                           | 2014–2015                    | ehem. Aushilfe im Kiosk |
| Sonja Schoen              | Jutta Bremer                                | 11–536                                                            | 2013–2015                    | Ex-Frau von Horst, Ex-Freundin von George und Rolf, Mutter von Jan |
| Jessica Licious           | Freya Kranz                                 | 469–540                                                           | 2014–2015                    | Ex-Freundin von Caro und Linda, ehem. Pflegerin von Jack |
| Dirk Wünning              | Rolf „Rolle“ Herrlichhausen                 | 336–544                                                           | 2014–2015                    | Ex-Freund von Jutta, ehem. Chef von Kevin |
| Joanna Baker              | Victoria „Vicky“ Kueppers                   | 425–551                                                           | 2014–2015                    | ehem. Mitbewohnerin von Joleen und Jan |
| Janina Rölcke             | Janina Ackermann                            | 464–565                                                           | 2014–2015                    | Ex-Freundin von Chris |
| Isabella Hörzer           | Vanessa                                     | 549–566                                                           | 2015                         | Ex-Affäre von Valentin |
|                           | Lana Quester                                | 516–587                                                           | 2015                         | Ex-Affäre von Patrick |
|                           | Sina                                        | 581–598                                                           | 2015                         | Ex-Freundin von Dijan |
|                           | Dijan                                       | 581–598                                                           | 2015                         | Ex-Freund von Sina |
|                           | Karsten Lehmann als Vincent „Vinnie“ Becker | 593–609                                                           | 2015                         | Ex-Freund von Chantal und Kimberly, Bruder von Benjamin |
| Nina Noel Weiß            | Kira Siebert                                | 560–638                                                           | 2015                         | Exaffäre von Felix |
| Madelein Mlyneck          | Franziska „Franzi“ Kaiser                   | 563–645                                                           | 2015                         | ehem. Mitbewohnerin von Kevin |
| Emmy Russ                 | Nina Nockel                                 | 569–646                                                           | 2015                         | Ex-Freundin von Paul, Ex-Affäre von Paul |
| Manuel Rittich            | Dennis Althaus                              | 105–225, 384–651                                                  | 2013, 2014–2015              | Freund von Udo, Ex-Freund von Guido |
| Ani Coke                  | Denise Köhler                               | 608–671                                                           | 2015                         | Ex-Freundin von Felix, Ex-Affäre von Manuel, Mutter von Luca |
|                           | Carla Brehnscheid                           | 587–679                                                           | 2015                         | ehem. Mitschülerin von Elli und Lotte |
| Sadat Suljovic            | Arthur Topovic                              | 642–682                                                           | 2015                         | Cousin von Simon |
|                           | Irene Hansen                                | 316–335, 430–446, 683                                             | 2014, 2014, 2015             | Mutter von Chris, trockene Alkoholikerin |
| Janina Neoral             | Amelie                                      | 559–652, 785–786                                                  | 2015, 2016                   | Ex-Freundin von Aurelio und Jan, Schwester von Mike |
| Mladen Donic              | Filip „Fil“                                 | 719–789                                                           | 2015–2016                    | Ex-Freund von Sam |
| Heinrich Berger           | Lee Puck                                    | 575–807                                                           | 2015–2016                    | ehem. Mitschüler von Elli und Co |
| Viktor Krüger             | August Eggenhofer                           | 591–660, 795–799, 808–809                                         | 2015, 2016, 2016             | Witwer von Theresa, Vater von Valentin |
|                           | Carlo Schneider                             | 379–480, 843–852                                                  | 2014, 2016                   | ehem. Eigentümer der Kunstbar |
| Adrian Franusic           | Nils Teubert                                | 712–822                                                           | 2015–2016                    | Ex-Mann von Inka, Ziehvater von Elli und Leonie Gastauftritt: Episode 888 (2016). |
|                           | Jeff Weber                                  | 112–135, 887–893                                                  | 2013, 2016                   | Partyveranstalter, ehem. Partner von Diego |
| Lara Werth                | Charlotte „Lotte“ Stuck                     | 587–927, 971                                                      | 2015–2016, 2016              | Ex-Freundin von Rafa, ehem. beste Freundin von Elli |
| Klaus-Rene Peitsch        | Marek Wrobel                                | 886–964, 1042                                                     | 2016, 2017                   | Ex-Freund von Elli, Drogendealer, schuldete Kalle Geld, lag im Koma |
| Sabrina Zajc              | Pia „Püppi“ Wetzmann                        | 21–1043                                                           | 2013–2017                    | Freundin von Nina |
|                           | Nina Baumann                                | 21–1043                                                           | 2013–2017                    | Freundin von Püppi |
| Dominik Kübbeler          | Nico Steinhoff                              | 948–1085                                                          | 2016–2017                    | Ex-Freund von Dana |
| Mia-Jolie Manfredini      | Jolie                                       | 1005–1096                                                         | 2016–2017                    | ehem. Barkeeperin im Cage |
| Monique Kapinga           | Colette                                     | 1039–1096                                                         | 2017                         | ehem. beste Freundin von Lea |
| Gianluca „Gianni“ Schmidt | Rafael „Rafa“ Da Franco                     | 575–1100                                                          | 2015–2017                    | Ex-Freund von Lotte |
|                           | Bogdan                                      | 1080–1105                                                         | 2017                         | Sohn von Swetlana und Dimitri, Bruder von Dayana und Alina |
| Nataliia Podyma           | Alina                                       | 1081–1105                                                         | 2017                         | Ehefrau von Marco, Tochter von Swetlana und Dimitri, Schwester von Bogdan und Dayana |
| Dayana Lapp               | Dayana                                      | 1079–1106                                                         | 2017                         | Tochter von Swetlana und Dimitri, Schwester von Bogdan und Alina, ehem. beste(r) Schulfreund(in) von Kevin                                                                                    |
| Petra Rochow              | Barbara Berger                              | 381–394, 477–482, 651, 1038–1098, 1118                            | 2014, 2014, 2015, 2017, 2017 | Witwe von Jordan, Mutter von Sam und Tim |
|                           | Simon                                       | 1121–1149                                                         | 2017                         | ehem. Koch im Salotto |
| Jay Oh                    | Jay Oh                                      | 1111–1149                                                         | 2017                         | Sänger von ZweiLand, Gewinner bei Das Supertalent |
| Manuela Mock              | Kiki †                                      | 1141–1171                                                         | 2017                         | Bekannte von Flo und Felix, stirbt an einer Krankheit |
| Bengt-Hjalte Mader        | Jeff                                        | 1068–1174                                                         | 2017                         | Noch-Ehemann von Steffi; Exfreund von Sam |
| Artur Wilk                | Rocco Pogalla                               | 1129–1197                                                         | 2017                         | Exfreund von Elli, Bruder von Trixi, Onkel von Selina, Evelyn und Manni, Enkel von Easy |
|                           | Easy Pogalla                                | 1128–1214                                                         | 2017                         | Großmutter von Trixi und Rocco, Urgroßmutter von Selina, Evelyn und Manni |
|                           | Selina Pogalla                              | 1128–1214                                                         | 2017                         | Tochter von Trixi und Schrotti, Schwester von Evelyn und Manni, Halbschwester von Elli und Leonie, Nichte von Rocco                                                                           |
| Jeamy Blessed             | Jeamy Blessed                               | 1144–1218                                                         | 2017                         | Fitnesstrainerin |
|                           | Daniel                                      | 1212–1283                                                         | 2017–2018                    | Ex-Verlobter von Simon, bester Freund von Aurelie Gastauftritt: Episode 1349 |
| Dietmar Mlyneck           | Pierre Gruber                               | 1240–1285                                                         | 2017–2018                    | ehem. Leiter der Rettungswache |
|                           | Frank „Frankie“                             | 1086–1154, 1268–1287                                              | 2017, 2018                   | ehem. Mithäftling von Manu, lieh ihm Geld |
| Holger Böttcher           | Dennis Grothe                               | 994–1116, 1279–1301                                               | 2017, 2018                   | Ex-Freund von Mel, Vater von Ben und Niklas |
| Alina Froesch             | Pia                                         | 1212–1315                                                         | 2017–2018                    | Ex-Freundin von Dana; One-Night-Stand von Patrick |
|                           | Maik                                        | 1316–1334                                                         | 2018                         | Ex-Freund von Bo, Bordell-Besitzer und Zuhälter |
|                           | Rebecca „Becci“ Möller                      | 1336–1348                                                         | 2018                         | Vergewaltigungsopfer von Jerome, Mutter von Marie |
| Aytug Gün                 | Martin „Spikeflex“ Zerger                   | 1215–1291, 1372                                                   | 2017–2018                    | Tänzer für Holly |
|                           | Agata Bremer                                | 1369–1395                                                         | 2018                         | Noch-Ehefrau von Horst, Stiefmutter von Jan, Schwester von Milosz |
| Kevin Achelpöhler         | Fabian Dommberger                           | 1344–1403                                                         | 2018                         | Ex-Affäre von Lucy, Vater von Tim |
| Tom Grube                 | Jerome Hellweg                              | 1294–1372, 1403                                                   | 2018                         | Ex-Mann von Lina; Ex-Affäre von Kimi, Vater von Marie, Sohn von Rolf, ehem. bester Freund von Erik, Vergewaltiger von Lina und Rebecca                                                        |
| Maurice Reinhardt         | Erik                                        | 1294–1369, 1403                                                   | 2018                         | ehem. bester Freund von Jerome |
| Patrick Mengede           | Rüdiger Schwurbel                           | 1047, 1147–1159, 1182–1320, 1386–1409                             | 2017–2018                    | Besitzer vom Kiosk, vermeintlicher Stalker von Mel |
| Mustafa Yilmaz            | Dastin                                      | 1342–1413                                                         | 2018                         | Pflegekind von Mel und Alex |
|                           | Justine                                     | 1358–1430                                                         | 2018                         | gute Freundin von Dastin |
| Kurt Cremer               | Rolf Hellweg                                | 1337–1371, 1403, 1439–1440                                        | 2018                         | Vater von Jerome, Großvater von Marie |
|                           | Natascha                                    | 1436–1447                                                         | 2018                         | Ex-Freundin von Freddy |
|                           | Wolfgang Hettkamp                           | 1326–1356, 1456                                                   | 2018                         | Noch-Ehemann von Claudia, Adoptivvater von Aurelie |
| Susanne Berges            | Claudia Hettkamp                            | 1324–1456                                                         | 2018                         | Ex-Frau von Wolfgang, Ex-Freundin von Kevin, Adoptivmutter von Aurelie |
|                           | Angelika                                    | 1437–1462                                                         | 2018                         | Ex-Affäre von Chico (bezahlte ihn als Callboy) |
|                           | Christoph                                   | 1454–1478                                                         | 2018                         | Ex-Freund von Michonia, Vater von Bo |
| Sebastian „Buzzy“ Kramer  | Robin Lother                                | 1336–1376, 1401–1451, 1474–1489                                   | 2018                         | Rettungssanitäter Exaffäre von Dana, One-Night-Stand von Jule |
|                           | Gent                                        | 1471–1495                                                         | 2018                         | ehem. Chef von Elli und Leonie, in Drogengeschäfte verwickelt |
| Ella Landar               | Delia                                       | 1464–1502                                                         | 2018                         | Freundin von Pascal, Exfreundin von Diego |
|                           | Pascal                                      | 1462–1502                                                         | 2018                         | Freund von Delia, Exfreund von Aurelie |
|                           | Dr. Krautmacher                             | 1484–1508                                                         | 2018                         | Arzt behandelnder Arzt von Alex |
| Isabell Heck              | Annika                                      | 1476–1514                                                         | 2018                         | Exfreundin von Jan |
| Max Bornmann              | Lukas Kühn                                  | 1412–1525                                                         | 2018–2019                    | Exfreund von Leonie, Bruder von Larissa und Levin |
| Mia Naskovic              | Tamara Korte                                | 1211–1262, 1331–1332, 1360–1387, 1556                             | 2017, 2018, 2019             | Exfrau von Olli, Mutter von Sarah und Jason |
| Miguelina Krebs           | Concha Cortez                               | 7–481, 1518–1556                                                  | 2013–2014, 2019              | Mutter von Diego und Lucia, Tochter von Elena, Schwester von Maria, Tante von Pablo, Nichte von Ignacio                                                                                       |
|                           | Vera Hammerschmidt                          | 1415–1429, 1568, 1572                                             | 2018, 2019                   | Exfreundin von Kai, Mutter von Lea |
|                           | Kai Zimmermann                              | 1398–1429, 1568–1574                                              | 2018, 2019                   | Exfreund von Vera und Silke, Peiniger von Lea |
| Salvatore Buttice         | Stone                                       | 1556–1576                                                         | 2019                         | kurzzeitiger Mitbewohner von Leonie (bedrängte sie) |
|                           | Eva                                         | 1541–1568, 1594                                                   | 2019                         | Schulfreundin von Charlie |
| Max Schnabel              | Matze Wiemer                                | 1597–1599, 1601                                                   | 2019                         | Freund von Tom |
|                           | Stefan Schilling                            | 1625–1643                                                         | 2019                         | ehem. Eigentümer vom Cage |
|                           | Miguel                                      | 1652–1665                                                         | 2019                         | Exfreund von Maria, Vater von Chico |
| Diellza Jerliu            | Katharina „Kathi“ Klaasen                   | 1134–1198, 1249, 1269–1285, 1362–1363, 1468–1470, 1676–1678, 1700 | 2016–2019                    | Exaffäre von Flo, One-Night-Stand von Marc, Tochter von Robert und Kerstin, Schwester von Jule, Enkelin von Mathilda                                                                          |
| Manuel Hauser             | Tobias Kegel                                | 980–1700 (sporadische Auftritte)                                  | 2016–2019                    | Rettungssanitäter |
|                           | Luis Neureuther                             | 1498–1567, 1703                                                   | 2018–2019, 2020              | Exfreund von Dana |
| Marlon Pulat              | Michael „Mick“ Sommer † (1736)              | 1672–1737                                                         | 2019                         | Exverlobter von Leonie; Exfreund von Vera; Sohn von Daniela; stirbt an den Episoden eines Treppensturzes noch an der Unfallstelle Gastauftritte: Episoden 1742 und 1753 (2019)                |
| Johanna Kieszniewska      | Magda Niermann                              | 1741–1774                                                         | 2019–2020                    | Noch-Ehefrau von Ingo; zieht nach dem Streit mit Jule und Marc mit Ingo in eine andere Wohnung                                                                                                |
| Darija-Sofie Schröder     | Sina Friedmann                              | 1526–1587, 1611, 1787                                             | 2019, 2020                   | Exverlobte von Freddy |
| Chrissi Joy               | Laura                                       | 1862–1885                                                         | 2020                         | Exfreundin von Diego |
| Mike Mikulić              | David Grapp                                 | 1827–1918                                                         | 2020                         | ehm. Lehrer von Oskar, Nelli, Luca, Samantha und Cleo |
| Tim Rasch                 | Nik Becker                                  | 1922–1979                                                         | 2020                         | Rolle aus Berlin – Tag & Nacht Sohn von Mario und Sylvie; Bruder von Robin, Stiefbruder von Philip; Exfreund von Kim und Mia; Ex-Affäre von Angel; One-Night-Stand von Cosima, Jacky und Paco |
|                           | Corinna „Cora“ Straubinger                  | 1934–1984                                                         | 2020                         | Weddingplanerin Freundin von Marc, Exfrau von Ben; Mutter von Nelli und Oskar |
| Jonas Beck                | Sebastian Schneider †                       | 1584–1704, 1998–2000                                              | 2019, 2020                   | ehemaliger Stalker von Jule; stürzt bei einer Rangelei mit Jule vom Dach eines Hochhauses und verstirbt an den Verletzungen                                                                   |
| Can Arduc                 | Aydin                                       | 1219–1301; 2017                                                   | 2017–2018, 2020              | ehem. Chef von Ben Cousin von Murat |
| Vanessa Prinz             | Zoe †                                       | 1984–2040                                                         | 2020–2021                    | Freundin von Kevin; Tochter von Frank; verstirbt an den Episoden ihrer Krankheit |
| Laura Maria Cibis         | Mia Vogel                                   | 1594–2023 (sporadische Auftritte)                                 | 2019–2021                    | Exfreundin von Nik; gute Freundin von Charlie und Cleo |
|                           | Fee                                         | 2001–2051                                                         | 2020–2021                    | Exfreundin von Toni |
|                           | Severina                                    | 2067–2127                                                         | 2021                         | Mutter von Francesco; Oma von Sophia |
| Francesco Monforte        | Francesco Luprano                           | 829–2136 (sporadische Auftritte)                                  | 2016–2021                    | Witwer von Kathrin; Sohn von Severina; Vater von Sophia, Onkel von Bruno |
|                           | Steve                                       | 2077–2144                                                         | 2021                         | Exfreund von Jule |
|                           | Nina                                        | 1950–2155                                                         | 2020–2021                    | Exfreundin von Marc |
|                           | Marie                                       | 2152–2174                                                         | 2021                         | Nichte von Ulrike; ehm. Bekanntschaft von Jan |
|                           | Larissa                                     | 2142–2176                                                         | 2021                         | Cousine von Samantha; Nichte von Jaquline; ehm. Mobberin von Cleo |
| Natascha Romberg-Lojewski | Trixi Pogalla                               | 1128–1214, 2148–2179                                              | 2017, 2021                   | Ehefrau von Schrotti, Mutter von Selina, Evelyn und Manni, Stiefmutter von Elli und Leonie, Schwester von Rocco, Enkelin von Easy                                                             |
| Tyronn Angerhausen        | Markus „Schrotti“ Pogalla, geb. Fischer     | 1128–1229, 1259, 2148–2179                                        | 2017, 2021                   | Ehemann von Trixi, Ex-Affäre von Inka, Vater von Elli, Leonie, Selina, Evelyn und Manni |
|                           | Sara                                        | 2109–2141, 2179                                                   | 2021                         | Exaffäre von Oskar |
| Frank Kubiak              | Ingo Niermann                               | 980–2203 (sporadische Auftritte)                                  | 2016–2021                    | Leiter der Rettungswache Noch-Ehemann von Magda |
| Marc Andre Jourdan        | Ray                                         | 2165–2212                                                         | 2021                         | Exfreund von Lea |
| Dean Zahn                 | Dario                                       | 2187–2215                                                         | 2021                         | Sohn von Milan; ehm. Mitschüler von Oskar und Cleo |
|                           | Jaquline Helmholz                           | 2068–2115, 2185, 2207, 2224                                       | 2021                         | Mutter von Samantha |
|                           | Jeremy                                      | 2111–2170, 2228                                                   | 2021                         | ehm. Arbeitskollege von Jill und Lucy |
|                           | Myra                                        | 2067–2161, 2201, 2233                                             | 2021                         | ehm. beste Freundin von Samantha |
| Diego Bayrak              | Marlon                                      | 2106–2234                                                         | 2021                         | ehm. Mitschüler und guter Freund von Oskar, Luca, Cleo und Samantha |
| Chris Grey                | Rico Hartmann                               | 2182–2241                                                         | 2021                         | Exfreund von Samantha; Cousin von Luca |
| Paolo Fiore               | Timo                                        | 2251–????                                                         | 2021–????                    | Student Exfreund von Jill |

### Prominente Gastdarsteller
- Musiker Flo Rida hat in der Kunstbar einen Gastauftritt (Episode 1)[26]
- Sängerin Oceana singt ihren neuen Song „Say Sorry“ in der Kunstbar (Episode 6)[27]
- Schlagersänger DJ Ötzi singt in der Kunstbar sein neues Lied „Wie Ein Komet“ (Episode mit Themenschwerpunkt Karneval)[28]
- Amelia Lily singt „You Bring Me Joy“ in der Kunstbar (Episode 36)
- Cosimo Citiolo (bekannt aus DSDS) hat einen Auftritt in Episode 40
- Chima singt „Ausflug ins Blaue“ in der Kunstbar (Episode 46)
- Falko Ochsenknecht, bekannt aus Berlin – Tag & Nacht (Ole) hat einen Gastauftritt mit seinem Hit „Ich bin kein Model und kein Superstar“ in der Kunstbar (Episode 55)
- DJ Antoine, legt in der Kunstbar auf (Episode 64)
- Glasperlenspiel, mit dem Lied „Nie vergessen“ in der Kunstbar (Episode 84)
- Joachim Deutschland, Auftritt in der Kunstbar (Episode 89)
- Mola Adebisi (Episode 89)
- Daniele Negroni, Konzert in der Kunstbar (Episode 120).
- Die beiden Sänger von Madcon (Episode 133)
- Der US-amerikanische Sänger Wax (Episode 143)
- Der deutsche Rapper Kay One, Auftritt in der Kunstbar (Episode 193 und 444)
- Mickie Krause in der Kunstbar (Episode 218)
- Die Jugendband Apollo 3 in der Kunstbar (Episode 248)
- Die Band 3A singt „Sind wir Freunde“ in der Kunstbar (Episode 273)
- Scooter, Auftritt in der Kunstbar (Episode 372)
- Tommy Reeve singt „Reach Out & Grab It“ in der Kunstbar (Episode 389)
- Glasperlenspiel präsentiert das Lied „Moment“ in der Kunstbar (Episode 414)
- MC Fitti (Episode 539 und 1199)
- Alvaro Soler, Auftritt in der Kunstbar (Episode 668)
- Gestört aber geil, Auftritt in der Kunstbar (Episode 683)
- Sarah Joelle Jahnel (Episode 699)
- Die Band Leandah mit ihrem Song „Tage wie Juwelen“ in der bis Ende Mai 2016 real existierenden Kölner Diskothek „Triple A“ (Episode 749).
- Kerstin Ott, Auftritt in der Kunstbar (Episode 995)
- Jürgen Drews in der Kölner Diskothek „The Cage“ (Episode 1056)
- Mike Singer in der Kölner Diskothek „The Cage“ (Episode 1141)

## Crossover
In Köln 50667 gab es mehrere Crossover-Episoden mit Berlin – Tag & Nacht:
- In Episode 20 gab es die erste Crossover-Episode, als der Protagonist Marcel Nowak nach Köln kam, um Meike aus Liebe zu ihr zu einer Rückkehr nach Berlin zu bewegen.
- In Episode 40 ist mit der Figur Linda eine neue Hauptfigur in die Serie integriert worden. Die Figur Linda, gespielt von Jana Verweyen, gehörte von 2011 bis 2012 zur Hauptbesetzung der Mutterserie Berlin – Tag & Nacht. Bei Köln 50667 spielte Verweyen dieselbe Rolle.
- In Episode 41–45 befinden sich die Figuren Anna und Chantal auf Klassenfahrt in Berlin. Dort treffen sie unter anderem die Hauptcharaktere Basti, Alina, Mücke sowie Piet, bekannt aus Berlin – Tag & Nacht.
- In Episode 55 besucht Ole ohne Kohle aus Berlin seine gute Freundin Meike und tritt mit seinem Schlagerhit in der Kunstbar auf.
- In Episode 87 besuchte Alina aus Berlin ihre beste Freundin Meike. In den Episoden 1601 und 1602 tritt sie erneut in Erscheinung, als Jan sie im LA14 trifft.
- Von Episode 530 bis 884 gehörte Iris Aschenbrenner als Inka zur Hauptbesetzung. Sie war bereits vorher bei Berlin – Tag & Nacht in einer kleinen Nebenrolle zu sehen.
- Von Episode 560 bis 1059 gehörte Sandra Lambeck als Michelle zur Hauptbesetzung. Sie war bereits aus Berlin – Tag & Nacht bekannt.
- Auch Nebendarsteller Vincent „Vinnie“ Becker war zuvor bei Berlin – Tag & Nacht zu sehen.
- Emmy Russ, die die Nina Nockel spielte, verkörperte auch bereits zuvor die Nina bei Berlin – Tag & Nacht in einer Nebenrolle.
- Von Episode 428 bis 951 gehörte Maximilian Ratzenböck als Valentin zu den Hauptcharakteren der Serie, der vorher als Konstantin bei Wien – Tag & Nacht tätig war.
- Von Episode 1449 bis 1453 trat Robin Schick in seiner Rolle als Rapha auf, welche ebenfalls in Team 13 – Freundschaft zählt vorkommt.
- In Episode 1487 kehrt Janine Pink als Yvonne für einen Gastauftritt mit ihren Co-Darstellern Armin Schmidt, welcher Kevins Cousin Rico mimt und Sabrina Sellaoui, welche die Verlobte von Rico ist. Dabei wird der Start der neuen Serie Leben.Lieben.Leipzig eingeführt.
- In Episode 1602 trifft Jan auf Joe und Alina im LA14.
- Ab Episode 1922 gehört Tim Rasch zur Hauptbesetzung der Serie. Er hatte zuvor schon von 2017 bis 2020 die Hauptrolle des Nik Becker bei Berlin – Tag & Nacht verkörpert.

Des Weiteren gab es ein Crossover mit der RTL2-Serie Schmiede 21. Zwei der Hauptfiguren der neuen Doku-Soap hatten Auftritte in insgesamt vier Episoden von Köln 50667 und wurden somit eingeführt.

## Ausstrahlungstermine
| Jahr | Spanne    | Anzahl | Sendeplatz (Erstausstrahlung) | Jahrespremiere | Jahresfinale  |
| ---- | --------- | ------ | ----------------------------- | -------------- | ------------- |
| 2013 | 1–247     | 247    | Mo.–Fr. um 18:00 Uhr          | 7. Jan. 2013   | 20. Dez. 2013 |
| 2014 | 248–502   | 255    | Mo.–Fr. um 18:00 Uhr          | 2. Jan. 2014   | 30. Dez. 2014 |
| 2015 | 503–759   | 257    | Mo.–Fr. um 18:00 Uhr          | 1. Jan. 2015   | 30. Dez. 2015 |
| 2016 | 760–1013  | 254    | Mo.–Fr. um 18:00 Uhr          | 4. Jan. 2016   | 30. Dez. 2016 |
| 2017 | 1014–1266 | 253    | Mo.–Fr. um 18:00 Uhr          | 2. Jan. 2017   | 29. Dez. 2017 |
| 2018 | 1267–1519 | 253    | Mo.–Fr. um 18:05 Uhr          | 2. Jan. 2018   | 28. Dez. 2018 |
| 2019 | 1520–1770 | 251    | Mo.–Fr. um 18:05 Uhr          | 2. Jan. 2019   | 30. Dez. 2019 |
| 2020 | 1771–2021 | 251    | Mo.–Fr. um 18:05 Uhr          | 2. Jan. 2020   | 23. Dez. 2020 |
| 2021 | 2022–2270 | 251    | Mo.–Fr. um 18:05 Uhr          | 4. Jan. 2021   | 25. Dez. 2021 |
| 2022 | 2271–2519 | 250    | Mo.–Fr. um 18:05 Uhr          | 2. Jan. 2022   | 23. Dez. 2022 |
| 2023 | 2520–     |        | Mo.–Fr. um 18:05 Uhr          | 2. Jan. 2023   | 23. Dez. 2023 |

## Rezeption

### Kritik
„Tätowierte Frauen im Zickenkrieg mit tätowierten Männern. Saufende Teenager, die erzählen ‚Isch brauch’ Alkohol‘. […] Und dauernd sagt einer ‚Verpiss dich‘ und ‚Scheiße‘ oder ‚Verarsche‘ […] ‚Dieses Asi-TV ist eine Schande und zieht die Stadt und ihre Menschen bundesweit in den Dreck‘.“

„Lange Zeit war Unterschichten-TV kein Thema. Doch heimlich, still und leise hat RTL2 neue Trash-Formate etabliert. Heute startet die Soap ‚Köln 50667‘. […] Das Interesse ist schon jetzt gigantisch.“

### Einschaltquoten
Mit dem Serienstart 2013 erzielte die Serie für den Sender erfreuliche Zuschauerzahlen, die über das Jahr anhielten, dann aber 2014 die Werte von 2013 nur noch selten erreichten. 2015 stabilisierten sich die Zahlen und erreichten 2016 (mit dem ersten Serientod) seit August 2015 den stärksten Wert des laufenden Jahres. Insgesamt blieben die Quoten 2016 und 2017 hinter den Erwartungen zurück. Trotz einer leichten Steigerung 2018 sind die Zuschauerzahlen im Vergleich zum Auftaktjahr 2013 rückläufig.
| Tag           | Episode | Zuschauer gesamt | Zuschauer anteilig | Werbegruppe 14- bis 49-Jährigen | Werbegruppe anteilig 14- bis 49-Jährigen |
| ------------- | ------- | ---------------- | ------------------ | ------------------------------- | ---------------------------------------- |
| 7. Jan. 2013  | 1       | 0,96 Mio.        | 4,5 %              | 0,70 Mio.                       | 10,3 %                                   |
| 8. Jan. 2013  | 2       | 0,99 Mio.        | –                  | 0,66 Mio.                       | 10,0 %                                   |
| 9. Jan. 2013  | 3       | 1,12 Mio.        | 5,1 %              | 0,80 Mio.                       | 11,3 %                                   |
| 25. Apr. 2013 | 77      | 0,72 Mio.        | 5,3 %              | 0,53 Mio.                       | 12 %                                     |
| 23. Mai 2013  | 96      | 0,91 Mio.        | –                  | –                               | 12,5 %                                   |
| 27. Mai 2013  | 96      | 0,91 Mio.        | 5,7 %              | 0,71 Mio.                       | 13,1 %                                   |
| 12. Juni 2013 | 110     | 0,93 Mio.        | 6,4 %              | 0,71 Mio.                       | 14,1 %                                   |
| 1. Juli 2013  | 110     | 0,88 Mio.        | 6,3 %              | 0,72 Mio.                       | 14,7 %                                   |
| 1. Aug. 2013  | 146     | -                | 6,6 %              | 0,89 Mio.                       | 15,2 %                                   |
| 26. Aug. 2013 | 163     | –                | –                  | –                               | 16,6 %                                   |
| 4. Sep. 2013  | 170     | –                | 7,2 %              | –                               | 17,0 %                                   |
| 2. Jan. 2014  | 248     | –                | –                  | –                               | 7,5 %                                    |
| 29. Juni 2016 | 884     | 0,80 Mio.        | 5,3 %              | 0,59 Mio.                       | 12,9 %                                   |
| 9. Juli 2018  | 1398    | 0,81 Mio.        | –                  | –                               | 13,6 %                                   |
| 4. Mai 2020   | 1860    | –                | 2,8 %              | –                               | 8,9 %                                    |

## DVD-Veröffentlichung
| Name                     | Veröffentlichung   | Episoden | Laufzeit    | Bildformat    | Audio   | FSK          |
| ------------------------ | ------------------ | -------- | ----------- | ------------- | ------- | ------------ |
| Die komplette 1. Staffel | 26. April 2013     | 1–20     | ca. 950 Min | 16:9 (1,77:1) | Deutsch | Ab 12 Jahren |
| Die komplette 2. Staffel | 24. Mai 2013       | 21–40    | ca. 960 Min | 16:9 (1,77:1) | Deutsch | Ab 12 Jahren |
| Die komplette 3. Staffel | 21. Juni 2013      | 41–59    | ca. 900 Min | 16:9 (1,77:1) | Deutsch | Ab 12 Jahren |
| Die komplette 4. Staffel | 27. September 2013 | 60–78    | ca. 900 Min | 16:9 (1,77:1) | Deutsch | Ab 12 Jahren |
| Die komplette 5. Staffel | 15. November 2013  | 79–97    | ca. 960 Min | 16:9 (1,77:1) | Deutsch | Ab 12 Jahren |

## Marketing
Bei der Bewerbung der Soap setzt die Produktion stark auf das Internet. Auf der Internetplattform Facebook wurden vorab Informationen bekanntgegeben, um die Fans zu binden. Genau wie bei der Mutterserie Berlin – Tag & Nacht gab es auch vor Serienstart viele Hinweise auf Handlungen und Drehorte. Alle Figuren posten regelmäßig fiktive, von ihnen kommentierte Fotos oder Videos. Die Facebook-Page der Serie selbst zählt aktuell knapp 1,6 Millionen Likes.

## Trivia
- Im Januar 2013 wurde bekannt, dass für einige in der Sendung verwendete Locations keine Drehgenehmigung vorliegt. Das Produktionsunternehmen Filmpool sollte unterdessen auch für die bereits abgedrehten Episoden in ebendiesen Locations eine Strafgebühr bezahlen.[50]
- Die Rollen Meike Weber (Pia Tillmann), Linda Borowski (Jana Verweyen) und Holly Binert (Julia Neumann) wirkten zuvor bei Berlin – Tag & Nacht mit.
- Die Rolle des Kevin Bochow, gespielt von Danny Liedtke, wirkte schon 2012 bei X-Diaries mit.
- Die Darsteller Sara-Joleen Kaveh-Moghaddam und David Ortega waren von 2013 bis 2014 liiert.
- Die Darsteller Pia Tillmann und Steffen Donsbach sind verheiratet und haben einen gemeinsamen Sohn (* 2017). Das Paar gab im Februar 2020 seine Trennung bekannt.
- David Ortega und Rocio Ortega Arenas spielten auch in der Serie ein Geschwisterpaar.
- Die Darsteller Yvonne Pferrer und Jeremy Grube sind im wahren Leben ebenfalls ein Paar.
- Darsteller David Dos Santos outete sich im Jahr 2017 als transsexuell und lebt seit 2018 als Sophia Dos Santos.
- Die Rolle der Yvonne Voss, gespielt von Janine Meißner, trat in dem Ableger Leben.Lieben.Leipzig im Jahr 2018 auf.
- Ingo Kantorek verstarb am 16. August 2019 mit seiner Frau bei einem Autounfall. Deshalb wurde am 23. Oktober 2019 eine Sondersendung ausgestrahlt, um ihm zu gedenken.
- Die Darsteller Carolina Noeding und Daniel Peukmann, welche in der Serie ein verheiratetes Paar spielen, sind im wahren Leben seit September 2019 liiert.
- Luise-Isabella Matejczyk und Pascal Zadow sind seit Februar 2020 ein Paar.